# Bandiera di Trinidad e Tobago
La bandiera di Trinidad e Tobago è stata adottata nel 1962. È una bandiera rossa attraversata da una banda diagonale nera, bordata di bianco, che parte dall'angolo superiore del lato del pennone.
Il rosso, il bianco e il nero simboleggiano rispettivamente la generosità del popolo e la luce solare, l'uguaglianza e il mare, la tenacia e la vocazione all'unità; i due triangoli rappresentano le due isole principali che compongono la nazione, appunto Trinidad e Tobago.

## Bandiera coloniale
Prima dell'indipendenza nel 1962 Trinidad e Tobago usava la Blue Ensign con un disegno circolare rappresentante un porto ai piedi di una montagna.

Bandiera Coloniale di Trinidad e Tobago (1889–1958)
Red ensign di Trinidad e Tobago (1889–1958)
Bandiera Coloniale di Trinidad e Tobago (1958–1962)
Red ensign di Trinidad e Tobago (1958–1962)